# The New York Times
A The New York Times (NYT vagy NY Times) Arthur Ochs Sulzberger, Jr. által New Yorkban kiadott, nemzetközileg terjesztett napilap. A The New York Times Company tulajdona, mely tizenöt másik lapot is kiad, többek között az International Herald Tribune-t és a Boston Globe-ot. Az USA-ban a legnagyobb nagyvárosi övezethez kapcsolható újság. A komoly, higgadt megjelenése és stílusa miatt „Szürke Hölgynek” („Gray Lady”) becézett sajtótermékre sokan tekintenek úgy, mint az egyik leghitelesebb amerikai hírforrásra. 1851-es alapításától napjainkig 130 Pulitzer-díjat nyert, többet, mint bármely más lap. Nevét gyakran rövidítik The Times-ra, akárcsak más hasonló nevű újságokét, mint a londoni The Times vagy a Los Angeles Times. A címlap bal felső sarkában található az újság mottója: „Minden hír, ami megjelenésre érdemes” („All the news that's fit to print.”).
Az újság 1896 óta a Sulzberger család tagjainak irányítása alatt áll.
Szerkezetileg az újság részekre bontható. Külön részben jelennek meg a hírek, a vélemények, az üzleti élet, a művészetek, a tudomány, a sport és a stílus. A Times sok évig még a hagyományos 8 oszlopos szerkezetben jelent meg, annak ellenére, hogy az újságok nagy része áttért a 6 oszlopos formátumra. A későbbiekben a Times is követte ezt. A Times komolyan gondolta komoly és higgadt megjelenését és a „Szürke Hölgyhöz” méltóan, az egyik legutolsó újság volt, amelyik színes képeket közölt.

## Története
A New York Times történelme 1851. szeptember 18-án kezdődött, amikor az újságíró és politikus Henry Jarvis Raymond, a Nemzeti Republikánus Bizottság második elnöke, és George Jones korábbi bankár megalapította azt. A lap eredeti neve New-York Daily Times volt. Az eredeti 1 centes árral, a bemutató szám a lap körül terjedő spekulációkat volt hivatott eloszlatni, melyek a lap helyzetét és szándékát kommentálták.
„Konzervatívaknak kell lennünk minden olyan esetben, amikor a konzervativizmus a közjót szolgálja, és radikálisok leszünk mindenben, ami szerintünk radikális hozzáállást és reformot kíván. Nem hiszünk abban, hogy a társadalomban valami vagy helyes vagy helytelen – arra törekszünk, hogy ami jó azt megtartsuk és fejlesszük, ami gonosz azt kiirtsuk vagy megreformáljuk.” – idézet az első számból. A lap 1857-ben vette fel a The New York Times nevet. Eredetileg vasárnapot kivéve naponta jelent meg, de a polgárháború alatt a többi nagy napilappal együtt elkezdték kiadni a vasárnapi példányokat is. A napilap befolyása nagyban nőtt 1870-71-ben annak köszönhetően, hogy politikai beszámolókat adtak közzé „Boss Tweed”, azaz William Marcy Tweed Jr-ról., New York állam egyik legbefolyásosabb politikus-üzletemberéről, amivel leleplezték és véget vetettek „Tweed Ring” dominanciájának New York politikai és üzleti életében. Mint kiderült, Tweed 40-200 millió dollárt sikkasztott közpénzből (mai értéke 1,5-2 milliárd dollár).
Az 1880-as években a Times felhagyott a republikánus jelöltek támogatásával és politikailag függetlenné nyilvánította magát, de 1884-ben támogatta a demokrata Grover Clevelandet elnöki kampánya során. Bár a Times sok olvasóját vesztette el, néhány éven belül visszanyerte támogatottságát és befolyását. 1896-ban Adolph Och-nak, a The Chattanooga Times kiadójának sikerült megszereznie a New York Times-t. A következő évben megalkotta a Times új szlogenjét, ami a „Minden hír, ami megjelenésre érdemes” ("All The News That's Fit To Print") volt. Ez hatalmas előrelépés volt a többi neves versenytárs újsággal szemben, mint a New York World és a New York Journal American, melyekre a túlzások és értéktelen hírek voltak jellemzőek.
Och felügyelete alatt a The New York Times nemzetközi piacra és hírnévre tett szerzett. 1904-ben, a Times fogadta az első drót nélküli (wireless) távírón leadott adást egy vízi ütközetről, amelyben az orosz flotta elpusztítását jelentették a port arthur-i csatában. A jelentést a Sárga-tengerről küldték, a Haimun sajtóhajóról, az orosz-japán háború alatt. 1910-ben kezdődött el a Times kiszállítása Philadelphiába. A Times első transzatlanti kézbesítésére 1919-ben került sor, amikor is a lap megjelent Londonban is. 1919-ben a „16 órai repülőgép-kiadás” (4 A.M. Airplane Edition) került kiszállításra repülőgéppel Chicagóba, így az estére a republikánus gyűlés tagjai kezében lehetett. Az 1940-es években a lap kibővítette a terjesztés szélességét és elérhetőségét. 1942-től a keresztrejtvény rendszeresen a lap része lett, úgy mint a divat rovat. A Times 1946-ban kezdte meg a nemzetközi terjesztést, aminek vége is lett 1967-ben, amikor csatlakozott a New York Herald Tribune és a The Washington Post tulajdonosaihoz, hogy együtt adják ki az International Herald Tribune-t Párizsban. 1946-ban a Times megvásárolt egy klasszikus rádió adót, a WQXR-t, ami FM frekvenciatartományban sugárzott. Emellett, tulajdonosa lett a WQXR AM frekvenciatartományban sugárzott kistestvérének, a WQEW-nak. A kilencvenes években mindkét csatorna gazdát cserélt.

## Tartalom
A lap tartalmilag három nagy részre bontható. Az első részben a hírek kaptak helyet, ezen belül a nemzetközi, a belföldi, a washingtoni (Fehér Házi hírek), az üzleti élet hírei, a technológiai hírek, a tudományos hírek, az egészség, a sport, a metro-rész (New York külvárosai és azok közelében lévő nagyobb városok régiója), az oktatás-nevelés, az időjárás és a nekrológ részek. A második rész a véleményeknek ad helyet, melyben az Editorial rovat, amelyben a The New York Times újságírója fejti ki a véleményét valamilyen időszerű témában. Egy hasonló rovat is helyet kapott ebben a részben, az „Op-Eds” (opposite the editorial page), azaz a külső véleményeknek fenntartott rovat, melyben egy magát megnevező szerző írását publikálják. Tehát a két rovat abban tér el, hogy az Editorial rovat az újság egyik névtelen írójának a véleménye, ezzel szemben az Op-Ed ennek ellenkezője, hiszen e rovat szerzője minden esetben megnevezi magát, és a szerző nem az újság szerkesztője. Az utolsó rovat ebben a részben a „levél a szerkesztőnek”, amely egy olvasó véleményét, reakcióját írja le az Editorial rovatban megjelent cikk kapcsán.
A harmadik részt a művészetek, filmek, színház, utazás, New York City-kalauz, gasztronómia, otthon és kert, divat és stílus, keresztrejtvény, New York Times-könyvismertető, New York Times Magazin és a Heti Visszapillantás témákhoz kapcsolódó cikkek töltik ki.

## Stílus
A Times a stílusát tekintve konzervatívnak mondható. Egyik fontos stilisztikai eleme hogy a cikkekben szereplő embereket csak az első említéskor nevezi a teljes nevén, a későbbiekben mindig valamilyen megtisztelő címmel illeti, ami leggyakrabban az úr vagy hölgy (Mr, Mrs, Miss, Ms). Ezeket a Times és az amerikai sajtó „Honorifics” néven említi. A kezdetekben a lap hírösszefoglalói és címsorai részletesek és bőbeszédűek voltak, és némelyik címlapsztori alcímeket is tartalmazott, amelyek még több részletet ismertettek az olvasókkal. A későbbiekben a lap próbálta elhagyni ezt a reprezentatív stílusjegyet. Mint arról már szó esett, a Times egészen 1976 szeptemberéig megtartotta a 8 hasábos oldalrendezést annak ellenére, hogy a korabeli lapok többsége évekkel azelőtt már váltott a 6 hasábos oldalrendezésre. A Times konzervatív ideológiáját jól jellemzi, hogy a színes képeket gyakorlatilag a legutolsó lapként adaptálta. Az első színes címlapot 1997. október 16-án adták ki. Meghatározó címlapsztori hiányában, a lap a nap legfontosabb híreit vagy történetét jellemzően a címlap jobb felső részére pozicionálta. A címsor betűképe a „Cheltennham” különböző variációiból állt, a szöveg pedig az „Imperial” betűképet követte, 8.7 pontos méretben.

## Viták
A lap sok támadást is át kellett éljen, sok bírálat érte a túl sok vagy akár kevés részlet miatt, amiket különböző eseményekről írtak. A bírálat tárgya az volt, hogy a részletek kifejtésének, vagy ki nem fejtésének indokai nem kapcsolódtak az objektív újságíráshoz. A második világháború előtt és alatt a Times csak részben közölt tényeket a náci Németország zsidók kiirtásával kapcsolatos céljairól. A háború alatt a Times újságíróját, William L. Laurence-t azzal vádolták, hogy a fizetését a korabeli Egyesült Államok Háború Hivatalától kapta. Egy másik komoly vád volt, hogy a Times Walter Durantz újságírón keresztül segített eltitkolni az ukrajnai éhínséget.

## Online változat
A The New York Times korábbi előfizetési programja, a TimesSelect évente 49,95 dollárért vagy havi 7,95 dollárért engedett hozzáférést az újság archívumához. 2007-ben az előfizetéseken már 10 millió dollárt keresett az újság, de ha minden, a fizetési falat elérő felhasználó belépett volna az oldalra, a reklámbevételek még magasabbak lehettek volna. 2007-ben a New York Times feloldotta az 1980 utáni archívumához vezető fizetési falat. Az 1980 előtti, PDF formátumú cikkek fizetőfal mögött maradtak, de legtöbbjük kivonatos formában ingyen olvasható volt. Jelenleg a TimesMachine internetes alkalmazással érhetik el előfizetők a szkennelt archivált cikkeket.